# Åke Fransson
Åke Fransson, född 31 mars 1955, var en svensk friidrottare (längdhopp). Han tävlade för IK Vikingen.